# Киз, Ансель
Ансель Бенджамин Киз (англ. Ancel Benjamin Keys, 26 января 1904, Колорадо-Спрингс, США — 20 ноября 2004, Миннеаполис, США) — американский учёный-диетолог, физиолог.
Выдвинул гипотезу, что замена насыщенных жиров полиненасыщенными жирами способствует предотвращению сердечно-сосудистых заболеваний. Современные систематические исследования, рекомендации ВОЗ и органов здравоохранения разных государств подтверждают его гипотезу.

## Биография
Родился в Колорадо-Спрингс, но в детстве его семья перебралась в Калифорнию. Учился в Калифорнийском университет в Беркли, где сначала изучал химию, но затем бросил университет и некоторое время работал моряком. После этого он вернулся в университет, где стал изучать экономику и политологию, и окончил университет в 1925 году, получив степень бакалавра. В 1928 году он получил степень магистра зоологии, а в 1930 году получил степень доктора философии в области биологии и океанографии. 
После этого он работал в Дании с известным физиологом Августом Крогом и в Великобритании с физиологом Джозефом Баркрофтом, а в 1933 году вернулся в США и стал работать в физиологической лаборатории Гарвардского университета. В 1937 году он перешел на работу в Миннесотский университет в Миннеаполисе, где в 1939 году он основал Лабораторию физиологической гигиены для статистических исследований биологии человека. Он возглавлял эту лабораторию до ухода на пенсию в 1972 году.
Во время Второй мировой войны Ансель Киз разработал питательный и компактный паек для воздушных десантников, названный K-ration. Также во время войны, в 1944 году он проводил с участием подопытных из числа отказчиков от военной службы по убеждениям совести эксперимент по изучению воздействия недоедания на организм человека. В то время в Европе от голода страдали миллионы людей, и Киз убедил американских военных, что его исследование позволит разработать эффективные методы реабилитации пострадавших от голода.
С 1956 года Киз проводил долговременное изучение связи образа жизни и питания в различных странах мира с коронарной недостаточностью и инсультами. Результаты этого исследования были опубликованы в 1978 году под названием Seven Countries Study. Следует иметь в виду, что Киз и другие ученые утверждали, что сердечно-сосудистые заболевания вызываются прежде всего насыщенными жирами, тогда как британский ученый Джон Юдкин считал, что сахар, а не жир — более вероятная причина этих заболеваний. Киз называл теорию Юдкина «горой бессмыслицы» и обвинял Юдкина в пропаганде в пользу мясной и молочной промышленности.
В своей работе 1972 года Киз пропагандировал применение индекса массы тела, который был предложен Адольфом Кетле в XIX веке.
Вместе со своей женой Маргарет (1906—2006), которая работала у него как биохимик  и на которой он женился в 1939 году, Ансель Киз писал кулинарные книги с рецептами здорового питания. Благодаря одной из этих книг, изданной в 1975 году (Keys, A. How to eat well and stay well the Mediterranean way :  [англ.] / A. Keys, M. Keys. — Doubleday, 1975. — 488 p. — ISBN 978-0-38-500906-5.), стал популярным термин «средиземноморская диета».